# Viljakansaari
Viljakansaari est une île du lac Pihlajavesi dans la municipalité de Puumala en Finlande,.

## Géographie
Hurissalo mesure 20 kilomètres de long. 
L'île a une superficie de 115 kilomètres carrés, soit 11 500 hectares.

## Transports
Il existe une liaison routière vers l'île depuis la kantatie 62 par le pont de Leukoi qui enjambe le détroit Leukoinsalmi. 
L'île est desservie par les traversiers Kietevälä partant de Partalansaari et Rongonsalmi depuis l'est de Lieviskä.